# Les Médias francophones publics
Ne doit pas être confondu avec Radios francophones publiques (RFP).
 (août 2019).
Si vous disposez d'ouvrages ou d'articles de référence ou si vous connaissez des sites web de qualité traitant du thème abordé ici, merci de compléter l'article en donnant les références utiles à sa vérifiabilité et en les liant à la section « Notes et références ».
Les Médias francophones publics (Les MFP) est une association fondée en janvier 2016 et rassemblant quatorze groupes de diffuseurs publics (radiodiffusion, télévision, web) ayant en commun l'utilisation de la langue française, dans le but d'échanger, de collaborer et de coproduire des programmes.

## Historique
L'association de droit français Les Médias francophones publics, dont le siège est à Paris, a été créée en janvier 2016. Elle est le produit de la réunion au sein d'une seule organisation des deux associations représentant les radios et les télévisions francophones publiques : la Communauté des télévisions francophones (CTF) et Les Radios francophones publiques (Les RFP).
Au moment de la dissolution des RFP, l'association était présidée par Gilles Marchand, directeur de la RTS. Il sera également le président de la nouvelle structure des MFP à sa création. Le 19 janvier 2017, Mathieu Gallet est élu Président de l'association des MFP, remplaçant Gilles Marchand, désigné au poste de Directeur général de la SSR.
L'association Les MFP est aujourd'hui présidée par Dany Meloul, Vice-Présidente principale de  Radio-Canada, qui a succédé le 11 février 2025 à Jean-Paul Philippot, l'Administrateur général de la RTBF. Pascal Crittin, directeur de la RTS, et Xavier Brassard-Bédard, président-directeur général de TFO, en sont les vice-présidents. L'ancien directeur des programmes TV de la RTBF, Eric Poivre, est le secrétaire général des MFP depuis la création de l'association.

## Membres
Les MFP rassemblent quatorze groupes de médias publics issus de cinq pays : la Belgique, le Canada, la France, Monaco et la Suisse. 
- Radio France ;
- France Télévisions ;
- la Radio-télévision belge francophone (RTBF) ;
- la Radio télévision suisse (RTS) ;
- TV5 Monde ;
- Radio-Canada ;
- TV5 Québec Canada ;
- Télé-Québec ;
- France Médias Monde ;
- Groupe Média TFO ;
- Arte (membre des MFP depuis le 31 janvier 2019[8]) ;
- LCP-Assemblée nationale et Public Sénat (membres des MFP depuis le 1er février 2022[9]).
- TV Monaco (membre des MFP depuis le 7 février 2024)[10].

Avec 21 chaînes de télévision, 23 chaînes de radio et de nombreuses plates-formes numériques qui emploient au total près de 25 000 collaborateurs dont plus de 5 500 journalistes, les médias publics représentés au sein des MFP touchent chaque jour près de 290 millions de téléspectateurs et auditeurs à travers le monde.

## Missions
Dans un contexte de convergence entre radio, TV et web, l'association Les Médias francophones publics a été conçue par ses cofondateurs comme « un forum de diffuseurs publics de la francophonie menant des activités de collaboration, de production et de veille ».
Structurée en  groupes de travail et en commissions organisées par genres de programmes ou selon la nature des chaînes, Les MFP ont pour objectifs de favoriser entre leurs membres le partage d'informations ainsi que d'anticiper les grands mouvements de fond liés aux nouveaux usages numériques et, surtout, de coproduire des programmes et des contenus destinés à toutes les chaînes et plates-formes numériques.

## Découvertes francophones
Tous les deux mois, les responsables musicaux de la Direction de la musique de Radio France, La Première (RTBF), ICI Musique (Radio-Canada) et Option Musique (RTS) choisissent ensemble une « Découverte francophone » parmi les artistes émergents des quatre pays. Le titre sélectionné est diffusé pendant deux mois par les quatre médias. Ce dispositif est hérité des Radios francophones publiques.

## Prix des MFP
Les prix décernés chaque année par l'association Les MFP récompensent les meilleurs reportages produits par les rédactions des médias membres et encouragent les jeunes talents francophones.

### Prix du Journalisme radio
Ce prix est destiné à distinguer et à récompenser, parmi les reportages présentés par les cinq radios membres des MFP (Radio France, Radio-Canada, RFI, RTS, RTBF), le meilleur traitement d'un événement d'actualité, la meilleure enquête journalistique ou le meilleur reportage sur un fait de société. Les cinq enregistrements présélectionnés pour le concours final sont présentés au public à l'occasion d'une émission spéciale diffusée par toutes les radios participantes. La dotation du Prix du Journalisme, décerné par un jury d’auditeurs sélectionné par les radios membres des MFP, s’élève à 3.000 euros.

### Bourse Payot
Cette bourse porte le nom de René Payot, un ancien grand reporter de la Radio Suisse Romande. Elle encourage les étudiants en journalisme et leur offre la possibilité d'accroître leur expérience. Le lauréat effectue, dans les deux ans qui suivent l'attribution du prix, un ou plusieurs stages dans une ou plusieurs sociétés des MFP et se voit attribuer une bourse de 7 000 euros afin de couvrir les frais occasionnés par ces départs en stage.

### Prix Jeune Soliste
Ce prix consiste en une bourse de 4 000 euros des Médias Francophones Publics. Il est destiné à  distinguer un(e) jeune musicien(ne) s'étant distingué(e) dans le répertoire classique. Il est assorti de l’engagement des quatre radios partenaires — Radio France (France Musique), la RTS (Espace 2), la RTBF (Musiq’3) et Radio-Canada (ICI Musique) — à soutenir la carrière du jeune lauréat en faisant rayonner son talent dans leur pays respectif.